# 1930년 전국체육대회
1930년 전국체육대회는 1930년 6월 12일부터 11월 8일까지 일제강점기 조선 경성부에서 개최된 전국체육대회이다. 1930년 개최된 제1회 전조선수상경기대회, 제2회 전조선씨름대회, 제11회 전조선야구대회, 제1회 전조선역기대회, 제7회 전조선육상경기대회, 제10회 전조선정구대회, 제11회 전조선축구대회를 1930년 전국체육대회의 일부로 인정하고 있다. 1930년 6월 12일에 전조선야구대회가 개최되면서 1930년 전국체육대회가 시작되었다. 육상 종목은 1930년 6월 28일에 전조선육상경기대회를 통해 진행되었고, 정구 종목은 1930년 9월 9일에 전조선정구대회가 개최되면서 진행되었다. 1930년 10월 17일에 전조선씨름대회를 통해 씨름 종목이 진행되었고, 축구 종목은 1930년 10월 30일부터 개최된 전조선축구대회를 통해 진행되었다. 전국체육대회에서 처음으로 진행된 역도 종목은 1930년 11월 8일에 전조선역기대회를 통해 진행되었다. 한편 수영 종목은 개최된 일시에 대한 기록이 남아있지 않은 상태이다.

## 경기 종목

### 수영
조선체육회가 1930년에 제1회 전조선수상경기대회를 개최하면서 수영 종목이 처음으로 전국체육대회 종목으로 채택되었다. 하지만 대회가 개최되었다는 사실 외 개최 기간, 개최 장소, 참가 선수, 경기 결과, 순위 및 기록 등에 대한 정보는 알려져 있지 않은 상태이다.
경기는 대동강에서 새끼줄을 엮어 레일을 만들어 하였다.

### 씨름
씨름 종목은 제2회 전조선씨름대회로 진행되었다. 씨름 종목은 1930년 10월 17일부터 10월 18일까지 휘문고등보통학교 운동장에서 진행되었다. 중학부 종목에서 개인전과 단체전으로 나뉘어 진행되었고, 개인전에서는 결승에서 김윤근이 이도남을 상대로 이기며 우승을 차지했다. 중학부 단체 종목에는 경신학교, 보성고등보통학교, 양정고등보통학교, 중앙고등보통학교, 휘문고등보통학교 등 5개 선수단이 참가하여 휘문고등보통학교가 우승했다.

### 야구
야구 종목은 제11회 전조선야구대회로 진행되었다. 야구 종목은 1930년 6월 12일부터 6월 14일까지 경성운동장 야구장에서 진행되었다. 소학부 종목에서는 4개 선수단이 참가하여 공옥보통학교가 우승하였고, 중학부 종목에서는 4개 선수단이 참가하여 중앙고등보통학교가 우승했으며, 청년부 종목에서는 경성전기 전차과가 우승했다. 이 외의 참가 선수단과 경기 결과 등은 알려져 있지 않은 상태이다.

### 역도
조선체육회가 제1회 전조선역기대회를 개최하면서 역도 종목이 처음으로 전국체육대회 종목으로 채택되었다. 역도 종목은 1930년 11월 8일에 경성부 경운동에 있는 천도교기념관에서 진행되었다. 경량급 종목에는 선수 11명이 출전하여 장삼현이 우승하였고, 중량급 종목에서는 선수 12명이 참가하여 원희득이 우승했다.

### 육상
육상 종목은 제7회 전조선육상경기대회로 진행되었다. 육상 종목은 1930년 6월 128일에 경성운동장 정구장에서 진행되었다. 육상 종목에서는 이 대회부터 여자 선수가 참가하기 시작하였고, 육상 선수 88명이 참가하였다. 세부종목, 경기 기록, 순위 등의 기록은 남아 있지 않은 상태이다.

### 정구
정구 종목은 제10회 전조선정구대회로 진행되었다. 정구 종목은 1930년 9월 9일부터 9월 10일까지 경성운동장 정구장에서 진행되었다. 소학부 종목에서 2개 선수단이 참가하여 공옥보통학교가 우승하였고, 중학부 종목에서는 8개 선수단이 참가하여 경신학교가 우승했다. 청년부 종목에서는 6개 선수단이 참가하여 보성전문학교 A팀이 우승했다. 각 종목별 우승 선수단을 제외하고 경기 결과, 대진, 참가 선수단 등 대회 결과에 대한 기록은 남아 있지 않다.

### 축구
축구 종목은 제11회 전조선축구대회로 진행되었다. 축구 종목은 1930년 10월 30일부터 11월 3일까지 경성운동장에서 진행되었다. 소학부 종목에서는 흥동학교, 삼흥보통학교, 안악공립보통학교 등 3개 선수단이 참가하여, 안악공립보통학교가 흥동학교를 상대로 6:0으로 이기고 우승을 차지했다. 하지만 당시 관중들은 안악공립보통학교에 성인에 가까운 큰 몸집의 선수가 포함되어 있어 박수를 보내지 않았다. 중학부 종목에서는 경신학교, 고등예비학교, 보성고등보통학교, 숭실중학, 실업전수, 오산고등보통학교, 중앙기독교청년회학교 등 7개 선수단이 참가하여, 숭실중학이 결승에서 실업전수를 2:0으로 이기며 우승을 달성했다. 무오 축구단, 법정구락부, 보성전문학교, 서울 축구단, 세브란스의학전문학교, 연희전문학교, 조선 축구단, 제대예과, 청진 축구단, 치과전문학교 등 10개 선수단이 참가한 청년부 종목에서는 연희전문학교가 결승에서 보성전문학교를 상대로 3:2로 이기고 우승했다.

## 참고 문헌
- 대한체육회 (1990). 《대한체육회 70년사》.
- 대한체육회 (2011). 《대한체육회 90년사》.